# Zack Vasquez
Zack Vasquez (tên đầy đủ là Zack Johnathan Vasquez) là một nam người mẫu, vũ công và diễn viên người Mỹ gốc Cuba.

## Sự nghiệp
Zach Vasquez có chiều cao 5'10" (xấp xỉ 1,78m). Anh có một thể hình lực lưỡng và có thể nói hai thứ tiếng là tiếng Anh và tiếng Tây Ban Nha. Zack Vasquez từng xuất hiện trên rất nhiều các tạp chí khác nhau như Men Magazine, Playgirl trong vài trò là người mẫu khỏa thân.
Năm 2006, Zack Vasquez tham gia đóng bộ phim kinh dị Dead Boyz Don't Scream.